# 리버티 프로페셔널스 FC
리버티 프로페셔널스 FC(Liberty Professionals Football Club)는 가나 프리미어리그에 소속된 클럽으로 단소만을 연고지로 한다. 가나의 국가대표 공격수이자 대표적인 스타인 아사모아 기안이 데뷔한 구단이기도 하다.

## 선수 명단

### 현역
참고: FIFA 자격 규정에 따라 소속된 국가대표팀 국기를 표시합니다. 선수는 복수의 FIFA 비회원국 국적을 가지고 있을 수 있습니다.
| 번호 | 포지션 | 국적 | 이름 |
| ---- | ------ | ---- | ---- |

| 번호 | 포지션 | 국적 | 이름 |
| ---- | ------ | ---- | ---- |